# Juan de Borja y Castro
 (décembre 2018).
Juan de Borgia y Castro est le troisième fils de saint François Borgia et de Leonor de Castro Mello et de Meneses. Il fut un noble, militaire et diplomate d'Espagne. Il fut également comte Mayalde et comte de Ficalho au Portugal.

## Jeunesse
Juan de Borgia y Castro a vécu avec sa famille à Barcelone, où son père a occupé le poste de vice-roi de Catalogne, puis à Gandie, quand le père a été nommé duc. Il étudie chez les jésuites puis à l'université de Gandie. Sa mère meurt en 1546. En 1548 il a été admis à l'ordre de Santiago. En 1550-1551 il a accompagné son père à Rome, où ce dernier rejoint la Compagnie de Jésus puis il part étudier à Alcalá de Henares. En 1552, il retourne à Gandíe et se marie avec Lorenza de Oñaz y Loyola, nièce d'Ignace de Loyola, qui est mort le 13 septembre 1575 en Llerena, et avec qui il a eu quatre filles.

## Carrière
Après être entré au service de Philippe II en tant que gardien du prince Charles, il est allé à l'armée à Guipuzcoa, qui, sous le commandement de Vespasien Gonzague vice-roi de Navarre a pris part à la défense de la province contre les attaques par les Français pendant les guerres d'Italie.
Sa carrière diplomatique a commencé en 1569, quand il a été envoyé au Portugal pour remplacer l'ambassadeur Fernando Carrillo et d'essayer de dissuader Sébastien Ier roi du Portugal d'entreprendre son expédition prévue en Afrique, qui a finalement eu lieu en 1578 et ou le roi mourut lors de la bataille des Trois Rois.
Après avoir été veuf, il épousa l'année suivante Francisca de Aragon y Barreto.

## Mission à Prague
En 1576, il est allé à Prague comme ambassadeur de l'Espagne auprès de l'empereur Rodolphe II de Habsbourg, il a occupé ce poste jusqu'en 1581. C'est à cette époque qu'il a publié sa seule œuvre littéraire connue Morales entreprises.

## Retour en Espagne
À son retour en Espagne le roi Philippe II en reconnaissance de ses services en 1596 lui a accordé le titre de comte de Mayalde. Sous le règne de Philippe III, sa relation avec le duc de Lerma Francisco Goméz de Sandoval y Rojas qui était son neveu lui a valu d'être nommé comte de Ficalho, président du Portugal, puis conseiller d'État et chambellan de la reine Marguerite d'Autriche-Styrie.

## Décès
Il est mort le 3 septembre 1606, à l'âge de 73 ans, à la suite d'un accident lorsque le palanquin dans lequel il circulait, étant empêché de se déplacer normalement à cause de la goutte, est tombé dans l'escalier du monastère de l'Escurial. Son corps a été déposé à l'Impérial Collège à Madrid jusqu'en 1613, quand il a été transféré à l'église de San Roque à Lisbonne.

## Descendance
De sa seconde épouse Francisca de Aragon y Barreto il eut : 
- Francisco de Borja y Aragón qui deviendra vice-roi du Pérou
- Antonio de Borgia y Aragon qui entrera dans les ordres
- Rodrigo mort-né
- Carlos qui se mariera à la duchesse de Villahermosa
- Fernando de Borja y Aragón Vice-roi de Valence et d'Aragon

## Sources
- Ivan Cloulas, Les Borgia
- Henri Pigaillem, La Splendeur des Borgia